# Uromys
Az Uromys az emlősök (Mammalia) osztályának a rágcsálók (Rodentia) rendjébe, ezen belül az egérfélék (Muridae) családjába tartozó nem.

## Rendszerezés
A nembe az alábbi 2 alnem és 12 faj tartozik:
- Uromys Peters, 1867
  - feketefarkú óriáspatkány (Uromys anak) Thomas, 1907
  - Uromys boeadii Groves & Flannery, 1994
  - fehérfarkú óriáspatkány (Uromys caudimaculatus) Krefft, 1867 - típusfaj
  - Uromys emmae Groves & Flannery, 1994
  - Uromys hadrourus Winter, 1984
  - új-britanniai óriáspatkány (Uromys neobritannicus) Tate & Archbold, 1935
- Cyromys Thomas, 1910
  - †Uromys imperator Thomas, 1888
  - †Uromys porculus Thomas, 1904
  - királypatkány (Uromys rex) Thomas, 1888
- Bizonytalan helyzetű
  - Uromys nero Thomas, 1913 - korábban azonosnak tartották a fehérfarkú óriáspatkánnyal
  - Uromys scaphax Thomas, 1913 - korábban azonosnak tartották a fehérfarkú óriáspatkánnyal
  - Uromys siebersi Thomas, 1923 - egyes biológus az Uromys caudimaculatus alfajának tekinti